# Selva Casal Muñoz
Selva Casal Muñoz (castellà: Selva Casal)  (Montevideo, 11 de gener de 1927 - 27 de novembre de 2020) fou una escriptora i poetessa uruguaiana.

## Biografia
Selva Casal va néixer i es va criar en una família dedicada a l'art, el que va influir directament en el seu desenvolupament com a artista. Va publicar els seus primers poemes en la revista Alfar, creada pel seu pare Julio J. Casal. Durant tota la seva vida va tenir una prolífica producció literària destacant-se en la poesia, tot i això també va fer assajos i biografies d'altres referents de l'art. Part de la seva obra ha estat traduïda a l'anglès i publicada per la Poetry Review de la Universitat de Tampa (Florida, Estats Units d'Amèrica).
A més d'escriptora era Doctora en Dret i Ciències Socials. Va exercir la docència a la càtedra de Pràctica Forense a la Facultat de Dret de la Universitat de la República i va ser docent de Dret i Sociologia en els Instituts Normals, activitats que va realitzar fins que va ser destituïda durant la dictadura cívic-militar uruguaiana.
Va tenir dues germanes (Marynés i Josefina) i dos germans (Rafael i Julio), aquests últims es van abocar a la mateixa activitat.
Vivia a Montevideo, alternant la residència amb el balneari Solymar. La seva obra data des de 1954, i ha estat reconeguda amb múltiples premis tant al seu país com a l'Argentina i Mèxic, sent-li atorgat el 2010 per part de la Fundació Lolita Ruibal el Premi Morosoli de Poesia.

## Obra
- Arpa (Colección Delmira, 1958); Premi del Ministeri d'Instrucció Pública, 1954.
- Días sobre la tierra (Cuadernos Julio Herrera y Reissig, 1960 - Melón editora, 2013, Buenos Aires).
- Poemas de las cuatro de la tarde (Biblioteca Alfar, 1962); Premi Municipal de Poesia.
- Poemas 65 (Cuadernos Julio Herrera y Reissig, 1965); Traduït a l'anglès per Poetry review de la Universitat de Tampa (USA), 1966.
- Han asesinado al viento (Editorial Alfa, 1971).
- No vivimos en vano (Biblioteca Alfar, 1975).
- Nadie ninguna soy (Biblioteca Alfar, 1983); 1r premio de la Fundació Argentina per a la Poesia, 1r Premi Municipal de Poesia a l'Uruguay.
- Mi padre Julio J. Casal (Biblioteca Alfar, 1986) (assaig líric documental); Dibuixos de Barradas.
- Los misiles apuntan a mi corazón (Ediciones de la Banda Oriental, 1988).
- Hombre mutilado (inèdit, 1988); Menció Honorífica Internacional. Concurs de Poesia Plural Mèxico.
- Perdidos manuscritos de la noche (Carlos Marchest Editor, 1996); Premi del Ministeri de Cultura.
- Vivir es peligroso (Libros de Tierra Firme, 2001, Buenos Aires); Premi del Ministeri de Cultura.
- El grito (Artefato, 2005).
- En este lugar maravilloso vive la tristeza (Estuario editora, 2011)[10]
- Biografía de un arcángel (Estuario editora, 2012)[11]
- Abro las puertas de un jardín de plata (Trópico Sur Editor, 2014)

## Antologies i recopilacions de la seva obra
- El infierno es una casa azul (Ediciones de Uno, 1993). Premi del Ministeri de Cultura.
- El infierno es una casa azul y otros poemas (Libros de Tierra Firme, 1999, Buenos Aires).
- Ningún día es jueves (Ediciones de Hermes Criollo, 2007).
- Y lo peor es que sobrevivimos (Amargord ediciones, 2013, Madrid).